# Attilio Calatroni
Attilio Calatroni   (Brescia, 18 de juliol de 1950) és un tirador d'esgrima italià, ja retirat, especialista en floret, que va competir durant la dècada de 1970.
El 1976 va prendre part en els Jocs Olímpics d'Estiu de Mont-real, on va guanyar la medalla de plata en la prova del floret per equips del programa d'esgrima.
En el seu palmarès també destaquen dues medalles al Campionat del Món d'esgrima, de bronze el 1975 i de plata el 1977.